# Long Term Evolution
LTE acrònim de Long Term Evolution o en català evolució a llarg termini, és l'últim estàndard de xarxes de telefonia mòbil. És un projecte de 3rd Generation Partnership Project (3GPP) com a evolució de l'Universal Mobile Telecommunications System, que obre les portes a la quarta generació de telefonia (4G). Aquesta tecnologia aconsegueix més velocitat en transferència de dades i menys pèrdues, i garanteix l'augment del serveis d'Internet mòbil.

## Història
El recent augment de l'ús de dades mòbils i l'aparició de noves aplicacions i serveis com MMOG (Generació de Jocs en Línia Multimèdia), televisió mòbil, web 2.0 i flux de dades de continguts han estat les motivacions pel qual 3GPP desenvolupés el projecte LTE. Poc abans de l'any 2010, les xarxes UMTS arriben al 85% dels abonats mòbils. És per això que LTE 3GPP vol garantir l'avantatge competitiu sobre altres tecnologies mòbils. D'aquesta manera, es dissenya un sistema capaç de millorar significativament l'experiència de l'usuari amb total mobilitat, que utilitzi el protocol d'Internet (IP) per a realitzar qualsevol tipus de trànsit de dades d'extrem a extrem amb una bona qualitat de servei (QoS) i, d'igual forma el trànsit de veu, recolzat en Veu per IP (VoIP) que permet una millor integració amb altres serveis multimèdia. Així, amb LTE s'espera suportar diferents tipus de serveis incloent la navegació web, FTP, vídeo streaming, Veu per IP, jocs en línia, vídeo en temps real, prémer per parlar (push-to-talk) i prémer per veure (push-to-view).

## Característiques
- Alta eficiència espectral

1. OFDM d'enllaç descendent robust davant de les interferències múltiples i d'alta afinitat a les tècniques avançades com ara la programació de domini de freqüència del canal dependent i MIMO.
2. SC-FDMA (Single-Carrier FDMA) a l'enllaç ascendent, sota PAPR, ortogonalitat d'usuari en domini de la freqüència.
3. Multi-antena d'aplicació.

- Molt baixa latència amb valors de 100 ms pel Control-Plane i 10 ms per User-Plane.
- Separació del pla d'usuari i el pla de control mitjançant interfícies obertes.
- Amplada de banda adaptatiu: 1, 4, 3, 5, 10, 15 i 20 MHz.
- Pot treballar en moltes bandes de freqüències diferents.
- Arquitectura simple de protocol.
- Compatibilitat amb altres tecnologies de 3GPP.
- Interfuncionament amb altres sistemes com CDMA2000.
- Xarxa de freqüència única OFDM.
- Velocitats de pic

1. Baixada: 326,5 Mbps per a 4x4 antenes, 172,8 Mbps per a 2x2 antenes.
2. Pujada: 86,5 Mbps

- Òptim per desplaçaments fins a 15 km/h. Compatible fins a 500 km/h.
- Més de 200 usuaris per cel·la. Cel·la de 5 MHz.
- Cel·les de 100 a 500 km amb petites degradacions cada 30 km. Mida òptima de les cel·les 5 km. L'Handover entre tecnologies 2G (GSM-GPRS-EDGE), 3G (UMTS-W-CDMA-HSPA) i LTE són transparents. LTE només suporta hard-handover.
- La 2G i 3G están basades en tècniques de commutació de circuit (CS) per a la veu mentre que LTE proposa la tècnica de commutació per paquets IP (PS) igual que 3G (incloent-hi les comunicacions de veu, VeuIP).
- Les operadores UMTS poden emprar més espectre, fins a 20 MHz.
- Millora i flexibilitat de l'ús de l'espectre (FDD i TDD) fent una gestió més eficient d'aquest, el que inclouria serveis unicast i broadcast. Reducció en TCO (cost d'anàlisi i implementació) i alta fidelitat per a xarxes de Banda Ampla Mòbil.

| Tipus d'accés              | Pujada                   | SC-OFDM                                                                                            |
| Tipus d'accés              | Baixada                  | OFDMA                                                                                              |
| Amplada de banda           | Amplada de banda         | 1.4, 3, 5, 10, 15, 20 MHz                                                                          |
| Mínim TTI                  | Mínim TTI                | 1 ms                                                                                               |
| Espai de la subportadora   | Espai de la subportadora | 15 kHz                                                                                             |
| Prefix de longitud cíclica | Curt                     | 4,7 μs                                                                                             |
| Prefix de longitud cíclica | Llarg                    | 16,7 μs                                                                                            |
| Modulació                  | Modulació                | QPSK, 16QAM, 64QAM                                                                                 |
| Multiplexació espacial     | Multiplexació espacial   | Una sola capa per Pujada per UE Fins a 4 capes per Baixada per UE MU-MIMO suportat per Pujada i DL |

| Categoria                       | Categoria           | 1                                        | 2                                        | 3                                        | 4                                        | 5                                        |
| Pic per ràtio                   | Baixada             | 10                                       | 50                                       | 100                                      | 150                                      | 300                                      |
| Pic per ràtio                   | Pujada              | 5                                        | 25                                       | 50                                       | 50                                       | 75                                       |
| Capacitat per funcions físiques |                     |                                          |                                          |                                          |                                          |                                          |
| Amplada de banda RF             | Amplada de banda RF | 20 MHz                                   | 20 MHz                                   | 20 MHz                                   | 20 MHz                                   | 20 MHz                                   |
| Modulació                       | Baixada             | QPSK, 16QAM, 64QAM                       | QPSK, 16QAM, 64QAM                       | QPSK, 16QAM, 64QAM                       | QPSK, 16QAM, 64QAM                       | QPSK, 16QAM, 64QAM                       |
| Modulació                       | Pujada              | QPSK, 16QAM                              | QPSK, 16QAM                              | QPSK, 16QAM                              | QPSK, 16QAM                              | QPSK, 16QAM, 64QAM                       |
| Multi-antena                    |                     |                                          |                                          |                                          |                                          |                                          |
| 2Rx                             | 2Rx                 | Assumit en els requeriments de rendiment | Assumit en els requeriments de rendiment | Assumit en els requeriments de rendiment | Assumit en els requeriments de rendiment | Assumit en els requeriments de rendiment |
| 2x2 MIMO                        | 2x2 MIMO            | No suportat                              | Mandatori                                | Mandatori                                | Mandatori                                | Mandatori                                |
| 4x4 MIMO                        | 4x4 MIMO            | No suportat                              | No suportat                              | No suportat                              | No suportat                              | Mandatori                                |

## Arquitectura
La interfície i l'arquitectura de ràdio del sistema LTE és completament nova. Aquestes actualitzacions varen ser anomenades Envolved UTRAN (E-UTRAN). Un important èxit d'E-UTRAN ha sigut la reducció del cost i la complexitat dels equips, això és gràcies al fet que s'ha eliminat el node de control (conegut en UMTS com a RNC). Per tant, les funcions de control de recursos de ràdio, control de qualitat de servei i mobilitat han sigut integrades al nou Node B, anomenat envolver Node B. Tots els eNB es connecten a través d'una xarxa IP i es poden comunicar els uns als altres utilitzant el protocol de senyalització SS7 sobre IP. Els esquemes de modulació emprats són QPSK, 16-QAM i 64-QAM. L'arquitectura del nou protocol de xarxa es coneix com a SAE on eNode gestiona els recursos de xarxa.

## Barreres pel desplegament del LTE
Les principals barreres de LTE inclouen l'habilitat de les operadores de desenvolupar un negoci viable i la disponibilitat de terminals i espectre.
Les operadores necessiten que les aplicacions i els terminals de l'usuari estiguin disponibles abans de comprometre el desplegament de tecnologies 4G. Doncs els usuaris canvien els seus plans basant-se en els equips, els serveis i les capacitats que aquests tinguin.
Adicionalment, la disponibilitat d'espectre també representarà una barrera per LTE, perquè per arribar a les velocitats promeses cal 20 MHz per l'ample de la portadora i moltes de les operadores no tenen l'espectre necessari. Encara que s'està obrint nou espectre a la banda de 2,6 GHz a Europa i 700 MHz als Estats Units i part d'Europa, això no és suficient per assolir les demandes de LTE. A Europa, Suècia va ser el primer a subhastar el seu espectre; els guanyadors inclouen TeliaSonera, Telenor, Tele2 i Hi3G. Altres països que planegen subhastar la banda de 2,6 GHz són Italia, Àustria, Anglaterra i Països Baixos.
El LTE també té alguns desafiaments a assolir:
- Veu sobre LTE: Un dels avantatges que LTE promociona és l'evolució de "Core" de Paquets (EPC), que és una autèntica xarxa "All-IP" i, per tant, pot portar a tots els tipus de tràfic: veu, vídeo i dades. Però, la majoria dels treballs de normalització s'han centrar en els aspectes de dades de LTE i la veu s'ha descuidat una mica. És evident que els beneficis en OPEX/CAPEX d'un core convergent EPC només poden ser aconseguits quan tots el tipus de tràfics es realitzen sobre un nucli únic i unificat. El problema de la normalització de la veu sobre LTE es complica ancara més quan es barreja LTE amb diferents tipus de xarxes tradicionals, incloent-hi GSM, HSPA, CDMA2000, WiMAX i Wi-Fi.
Algunes solucions que es tenen en consideració són:
- Circuit Switch Fallback CS FallBack: Aquesta és una opció atractiva que permet als operadors aprofitar les seves xarxes GSM / UMTS / HSPA utilitzades per la transmissió de veu. Com CSFB, mentre es fa o es rep una trucada de veu, el terminal de LTE suspèn la connexió de dades amb la xarxa LTE i estableix la connexió de veu a través de la xarxa utilitzada. CSFB completament descàrrega el tràfic de veu a les xarxes 2G/3G, que per descomptat obliga als operadors a mantenir les seves xarxes bàsiques de CS. CS FallBack és una opció atractiva a curt i llarg termini, ja que permet als operadors optimitzar encara més la seva infraestructura, però a llarg termini, altres opcions seran més atractives per obtindre plenament els beneficis de la convergència de EPC.

- IMS-basado en VoIP: El Subsistema IP Multimèdia (IMS) suporta l'opció de Veu per IP (VoIP) a través de xarxes LTE directament. A més, aquesta opció només aprofita Radio Voice Call Continuity (RVCC) per abordar les escletxes de cobertura en xarxes LTE. Si bé la trucada de veu inicial s'estableix en la xarxa LTE, si l'usuari surt de l'àrea de cobertura LTE, llavors la trucada és entregada a la CS principal a través del core IMS. Aquesta opció proporciona una interessant estratègia de desplegament per als operadors que tenen un fort nucli IMS, ja que els permet fer la transició a VoIP des del començament a la vegada que aprofiten els actius existents per la continuïtat de veu fora de les àrees de cobertura LTE.

## Bandes de freqüència LTE
Les xarxes de telecomunicacions Long Term Evolution (LTE) utilitzen diverses bandes de freqüència amb amples de banda associades. A partir de les taules 5.5-1 "Bandes operatives E-UTRA" i 5.6.1-1 "Ample de banda del canal E-UTRA" de l'última versió publicada del 3GPP TS 36.101, la taula següent enumera les bandes de freqüència especificades de LTE i l'amplada de banda de canal que suporta cada banda.
| Banda | Duplex mode | ƒ(MHz) | Nom comú                    | Amplada de banda      |
| ----- | ----------- | ------ | --------------------------- | --------------------- |
| 1     | FDD         | 2100   | IMT                         | 5, 10, 15, 20         |
| 2     | FDD         | 1900   | PCS                         | 1.4, 3, 5, 10, 15, 20 |
| 3     | FDD         | 1800   | DCS                         | 1.4, 3, 5, 10, 15, 20 |
| 4     | FDD         | 1700   | AWS‑1                       | 1.4, 3, 5, 10, 15, 20 |
| 5     | FDD         | 850    | Cellular                    | 1.4, 3, 5, 10         |
| 7     | FDD         | 2600   | IMT-E                       | 5, 10, 15, 20         |
| 8     | FDD         | 900    | Extended GSM                | 1.4, 3, 5, 10         |
| 11    | FDD         | 1500   | Lower PDC (Japan)           | 5, 10                 |
| 12    | FDD         | 700    | Lower SMH                   | 1.4, 3, 5, 10         |
| 13    | FDD         | 700    | Upper SMH                   | 5, 10                 |
| 14    | FDD         | 700    | Upper SMH                   | 5, 10                 |
| 17    | FDD         | 700    | Lower SMH                   | 5, 10                 |
| 18    | FDD         | 850    | Lower 800 (Japan)           | 5, 10, 15             |
| 19    | FDD         | 850    | Upper 800 (Japan)           | 5, 10, 15             |
| 20    | FDD         | 800    | Digital Dividend (EU)       | 5, 10, 15, 20         |
| 21    | FDD         | 1500   | Upper PDC (Japan)           | 5, 10, 15             |
| 24    | FDD         | 1600   | Upper L‑Band (US)           | 5, 10                 |
| 25    | FDD         | 1900   | Extended PCS                | 1.4, 3, 5, 10, 15, 20 |
| 26    | FDD         | 850    | Extended Cellular           | 1.4, 3, 5, 10, 15     |
| 28    | FDD         | 700    | APT                         | 3, 5, 10, 15, 20      |
| 29    | SDL         | 700    | Lower SMH                   | 3, 5, 10              |
| 30    | FDD         | 2300   | WCS                         | 5, 10                 |
| 31    | FDD         | 450    | NMT                         | 1.4, 3, 5             |
| 32    | SDL         | 1500   | L‑Band (EU)                 | 5, 10, 15, 20         |
| 34    | TDD         | 2000   | IMT                         | 5, 10, 15             |
| 37    | TDD         | 1900   | PCS                         | 5, 10, 15, 20         |
| 38    | TDD         | 2600   | IMT-E                       | 5, 10, 15, 20         |
| 39    | TDD         | 1900   | DCS–IMT Gap                 | 5, 10, 15, 20         |
| 40    | TDD         | 2300   | S-Band                      | 5, 10, 15, 20         |
| 41    | TDD         | 2500   | BRS (US)                    | 5, 10, 15, 20         |
| 42    | TDD         | 3500   | CBRS (EU, Japan)            | 5, 10, 15, 20         |
| 43    | TDD         | 3700   | C-Band                      | 5, 10, 15, 20         |
| 46    | TDD         | 5200   | U-NII-1–4                   | 10, 20                |
| 47    | TDD         | 5900   | U-NII-4                     | 10, 20                |
| 48    | TDD         | 3500   | CBRS (US)                   | 5, 10, 15, 20         |
| 50    | TDD         | 1500   | L‑Band (EU)                 | 3, 5, 10, 15, 20      |
| 51    | TDD         | 1500   | L‑Band Extension (EU)       | 3, 5                  |
| 53    | TDD         | 2400   | S-Band                      | 1.4, 3, 5, 10         |
| 65    | FDD         | 2100   | Extended IMT                | 1.4, 3, 5, 10, 15, 20 |
| 66    | FDD         | 1700   | Extended AWS (AWS‑1–3)      | 1.4, 3, 5, 10, 15, 20 |
| 67    | SDL         | 700    | EU 700                      | 5, 10, 15, 20         |
| 69    | SDL         | 2600   | IMT-E                       | 5, 10, 15, 20         |
| 70    | FDD         | 1700   | Supplementary AWS (AWS‑2–4) | 5, 10, 15, 20         |
| 71    | FDD         | 600    | Digital Dividend (US)       | 5, 10, 15, 20         |
| 72    | FDD         | 450    | PMR (EU)                    | 1.4, 3, 5             |
| 73    | FDD         | 450    | PMR (APT)                   | 1.4, 3, 5             |
| 74    | FDD         | 1500   | Lower L‑Band (US)           | 1.4, 3, 5, 10, 15, 20 |
| 75    | SDL         | 1500   | L‑Band (EU)                 | 5, 10, 15, 20         |
| 76    | SDL         | 1500   | L‑Band Extension (EU)       | 5                     |
| 85    | FDD         | 700    | Extended Lower SMH          | 5, 10                 |
| 87    | FDD         | 410    | PMR (APT)                   | 1.4, 3, 5             |
| 88    | FDD         | 410    | PMR (EU)                    | 1.4, 3, 5             |
| 103   | FDD         | 700    | Upper SMH                   |                       |
| Banda | Duplex mode | ƒ(MHz) | Nom comú                    | Amplada de banda      |

- Les xarxes de les bandes LTE 7, 28 (LTE-FDD) són adequades per a la itinerància global a1, 2 i 3.
- Les xarxes de les bandes LTE 1, 3 (LTE-FDD) són adequades per a la itinerància a les regions ITU 1, 3 i parcialment a la regió 2 (p. ex. Costa Rica, Veneçuela, Brasil i alguns països o territoris del Carib.
- Les xarxes de la banda LTE 20 (LTE-FDD) només són adequades per a la itinerància a la Regió 1 de l'ITU.
- Les xarxes de la banda LTE 5 (LTE-FDD) són adequades per a la itinerància a les regions 2 i 3 de l'ITU.
- Les xarxes de les bandes LTE 38, 40 (LTE-TDD) poden permetre la itinerància global en el futur (regions ITU 1, 2 i 3).
- Les xarxes a la banda LTE 8 (LTE-FDD) poden permetre la itinerància adequada per a la itinerància a les regions ITU 1, 3 i parcialment a la regió 2 (p. ex. Perú, El Salvador, Brasil i alguns països o territoris del Carib) en el futur.
- Les xarxes de les bandes LTE 2 i 4 (LTE-FDD) només són aptes per a la itinerància a la Regió 2 de l'ITU (Amèrica).

## Tecnologies 4G complementàries o competidores
- WiMAX, que es va desenvolupar amb certa avantatge de temps sobre l'LTE, atès que el 18 d'octubre de 2007 va obtener l'estatut de la norma 3G UIT, del que es desprèn que les operadores amb llicència 3G podrien desplegar Wimax sobre UMTS. Això no obstant, el fet que l‘LTE superi a Wimax en amplada de banda, 100 Mbps contra 70 Mbps (35+35) i en abast (100 km En zona rural) i que el principals fabricants i operadores de telefonia mòbil s'inclinin cap a aquesta fórmula, condueix a un clar pronòstic a favor de l'LTE com a sistema 4G.

- CMDMA 200 UMB (CDMA2000 Ultra Mobile Broadband): Desenvolupada pel 3GPP2, és l'evolució lógica de la familia d'estàndards CDMA2000 que inclou les tecnologies de 3G CDMA2000- 1xRTT i CDMA2000- 1xEVDO-DO.

## Demostracions
- 2006

1. Siemens Networks (actualment Nokia Siemens Networks) emula per primera vegada una xarxa LTE.
2. El departament de comunicació de Siemens fa una demostració del sistema LTE sobre televisió d'alta definició a Hong Kong.

- 2007

1. Ericsson mostra el sistema LTE amb velocitats de transferència de fins a 144 Mbits/s.
2. NTT DoCoMo aconsegueix reduir el consum energètic a menys de 100 mW en les transferències de dades en LTE.

- 2008

1. Huawei aconsegueix taxes de 100 Mbits/s en televisió d'alta definició i jocs en línia.
2. Motorola demostra que LTE accelera el procés de lliurament de continguts multimèdia com flux de vídeo d'alta definició.
3. LG Electronics i Nortel arriben a taxes de 50 Mbits/s quan viatgen a 110 km/h.
4. Ericsson dona a conèixer el primer dispositiu mòbil M700, amb velocitats de pic de 100 Mbits/s. Els primers productes basats en M700 seran dispositius de dades, com mòdems per portàtils o targetes ExpressCard, que s'esperen alliberar al mercat l'any 2010.
5. Nokia Siemens Networks i Heinrich Hertz Institut aconsegueixen 100 Mbits/s de transferència d'enllaç ascendent.

- 2009

1. Huawei demostra LTE com a solució en la divisió del món en FDD i TDD.
2. Infineon fabrica un xip capaç de funcionar en xarxes 2G, 3G i LTE.
3. Motorola mostra a Barcelona el rendiment de LTE com també l'efecte en la vida real i el medi ambient.
4. El 14 de desembre, Estocolm i Oslo viu el primer desplegament comercial de LTE per l'operadora de xarxa TeliaSonera i la seva marca de fàbrica NETCOM.

- 2010

1. Alcatel-Lucent i LG completen una trucada de dades entre xarxes LTE i CDMA.
2. Nokia Siemens Networks i Movistar proven LTE a Barcelona.